# Folco confessore
San Folco (Inghilterra, VII secolo – Santopadre, VII secolo) è stato un religioso inglese, pellegrino e confessore. È venerato come santo dalla Chiesa cattolica ed è il santo patrono di Santopadre.

## Biografia
San Folco è vissuto nel VII secolo. Egli nacque in un paese dell'Inghilterra e fu pellegrino a Gerusalemme e in altri luoghi Santi, insieme ad altri suoi coetanei, Bernardo, Arduino e Gerardo. Al ritorno dal viaggio in Terra santa, Folco ed i suoi compagni si fermarono sul Gargano, per visitare la Grotta di San Michele. Giunto nel Nord del Ducato di Benevento (attuale Basso Lazio), san Folco si fermò a “Amnen” (oggi Santopadre, in Provincia di Frosinone) dove trascorse il resto della sua vita, dedicandosi alla preghiera e assistendo gli ammalati dell'ospedale posto poco fuori le mura del paese. Alla sua morte, avvenuta verso la fine del VII secolo, fu seppellito presso quell'ospedale.
Quando però l'ospedale fu distrutto venne cancellata anche ogni memoria sul pellegrino inglese.
Narra allora la leggenda che san Folco apparve un giorno ad un infermo e, indicatogli il luogo della sua sepoltura, gli ordinò di procedere alla traslazione delle sue reliquie. Così il corpo del santo, riesumato, venne posto in un reliquiario e traslato nella chiesa a lui dedicata.
Il suo culto venne approvato da papa Gregorio XIII, fissandone la festa in maggio.

## DaAmnena Santopadre
In origine il toponimo di Santopadre era “Amnen” la fonte è l'archivio dell'Abazia di Montecassino. Il paese è divenuto alla fine Santopadre proprio in onore di san Folco, ovvero per ricordare le cure che, come un santo padre, egli rivolse agli infermi e agli appestati del luogo e per i numerosi miracoli a Lui attribuiti.